# Gary Hall (1974)
(Gary Hall Jr. in un'intervista)
Gary Wayne Hall Jr. (Cincinnati, 26 settembre 1974) è un ex nuotatore statunitense.
Ha vinto cinque volte la medaglia d'oro olimpica: 2 volte nei 50 metri stile libero (Sydney 2000 e Atene 2004), tre volte nella staffetta 4x100 sl.
Nel 2013 è diventato uno dei Membri dell'International Swimming Hall of Fame.

## Biografia

### Gli inizi
Vive a Miami ed è figlio d'arte: il padre Gary Wayne Hall è stato un nuotatore, vincitore di quattro medaglie olimpiche tra il 1968 e il 1976. Suo zio materno Charles Keating III partecipò ai giochi olimpici nel 1976, mentre suo nonno materno Charles Keating fu campione americano nelle 200 yard di nuoto nel 1946.

### Atlanta 1996
Partecipò alla sua prima olimpiade ad Atlanta, a 21 anni d'età, avendo alle spalle sei anni di allenamenti, un numero basso rispetto alla media. Durante questi giochi affrontò il campione russo Aleksandr Popov per ben 4 volte.
La prima sfida avvenne sui 100 m stile libero, in cui effettuò la migliore partenza, a 50 metri virò primo con 23"43, per poi essere superato da Popov nel finale che vinse con 48"74, 7 centesimi in meno di Hall. Il giorno dopo si concesse una piccola rivincita nella staffetta 4x100 stile libero, vincendo assieme a Jon Olsen, Josh Davis e Brad Schumacher l'oro con 3'15"41, davanti alla Russia, seconda con 3'17"06, sebbene questa si trovò prima a 300 metri Hall recuperò poi con la migliore frazione in assoluto: con 47"45 riuscì a fare meglio dello "zar delle piscine", che in terza frazione per la Russia nuotò in 47"88.
Il 25 luglio si ripeté la sfida sui 50 m stile libero, che ancora una volta vide vincitore Popov con 22"13, Hall dovette nuovamente accontentarsi dell'argento con 22"26. Come era esattamente successo nelle gare precedenti il giorno dopo i due si scontrarono in staffetta, stavolta quella mista, sebbene la Russia schierò anche il pericoloso Denis Pankratov (oro e record sui 100 m delfino) ancora una volta arrivò seconda dietro gli Stati Uniti, che vinsero con tanto di primato mondiale di 3'34"84, tra l'altro Hall nuotò un lanciato ancora superiore a quello di Popov: 48"18 contro 48"81.

### La squalifica per un anno e la scoperta del diabete giovanile
Nel 1998 fu trovato positivo all'uso della cannabis e venne squalificato per un anno dalla FINA. Nel 1999 gli venne diagnosticato il diabete giovanile, nonostante i pareri contrari dei medici decise di continuare l'attività agonistica. Cominciò a studiare e a informarsi su questa malattia e a praticare le cure arrivando a controllarsi la glicemia anche decine di volte al giorno. In precedenza diversi atleti diabetici erano riusciti a vincere le Olimpiadi ma mai nessuno nel nuoto.

### Sydney 2000
In occasione delle Olimpiadi di Sydney Gary Hall Jr. si qualificò ancora una volta sui 50 m e sui 100 m stile libero, sui 100 m arrivò secondo dietro a Neil Walker con 48"84, mentre i 50 m li vinse in 21"76, nuovo record statunitense.
Il 16 settembre, si svolse la sua prima finale in programma: la staffetta 4x100 stile libero, dopo la vittoria della squadra USA in semifinale Hall fece una dichiarazione sui rivali australiani: "Li suoneremo come chitarre". Nella finale dopo una dura lotta fu l'Australia a trionfare, strappando anche il record agli Stati Uniti con 3'13"67; Michael Klim, in prima frazione per l'Australia batte anche il record mondiale della gara individuale con 48"18, dando un importante slancio alla sua nazione, che servì fino alla fine della gara, nonostante Hall superò poi il giovane Ian Thorpe a 350 metri, quest'ultimo recuperò gli ultimi metri, toccando 19 centesimi prima dell'americano. A fine gara, Klim e gli altri fecero il gesto di suonare la chitarra come risposta alle precedenti affermazioni di Hall.
Qualche giorno dopo vinse la medaglia di bronzo sui 100 m stile libero, dietro all'olandese Pieter van den Hoogenband (48"30) e ancora una volta a Popov (48"69), con il suo tempo di 48"73 riuscì però a prendersi una piccola rivincita sul rivale Michael Klim per un centesimo di secondo.
Due giorni il bronzo arrivò la sua prima medaglia d'oro olimpica individuale; sui 50 m stile libero arrivò primo a pari merito con il connazionale Anthony Ervin, entrambi con 21"98, il vincitore dei 100 m van den Hoogenband arrivò terzo con 22"03, mentre Popov sesto con 22"24.
Chiuse l'Olimpiade il 23 settembre, con la staffetta mista, la squadra USA vinse con il nuovo record del mondo 3'33"73, davanti all'Australia (3'35"27) e alla Germania (3'35"88), la frazione a stile libero la nuota contro Klim, che riuscì nuovamente a battere con un lanciato da 47"92, contro il 48"17 del rivale, aumentando ancora di più il distacco tra le due nazioni.

### Atene 2004
Ai trials USA 2004 Hall si qualificò nuovamente per le Olimpiadi sui 50 m stile libero, arrivando primo con 21"91, sui 100 m invece mancò di poco la qualificazione classificandosi terzo in finale, dietro a Jason Lezak e Ian Crocker. Entrò in seguito in polemica con gli allenatori, che per la staffetta veloce dello stile libero preferirono sostituirlo nella finale con Michael Phelps, che aveva l'obiettivo di vincere 7 o 8 medaglie d'oro per battere o quantomeno eguagliare il record di Mark Spitz. Phelps non partecipò alla gara ai trials dovendo già cimentarsi in 6 diverse discipline, la sua partecipazione fu dovuta ai risultati conseguiti nell'anno, essendo stato in grado di battere in due occasioni il campione Lezak.
Ad Atene Gary partecipò alla semifinale della 4x100 sl, che gli permise di vincere la medaglia, sebbene non direttamente, nuotando l'ultima frazione in 48"73. Nella finale gli Stati Uniti arrivarono così terzi in 3'14"62, il peggior piazzamento in assoluto della nazione ai Giochi Olimpici, all'oro andò il Sudafrica, che batté il record mondiale con 3'13"17, secondi i Paesi Bassi con 3'14"36.
Il 20 agosto tornò in cima al podio sui 50 m stile libero, in cui con 21"93 batté per un centesimo di secondo il croato Duje Draganja e per 9 il sudafricano Roland Mark Schoeman.

### Trials 2008
Nel 2008 a 33 anni di età Hall provò un'ultima volta la qualificazione olimpica sui 50 m stile libero, dopo il terzo posto nelle batterie e il quarto nella semifinale, in finale arrivò quarto con 21"91, dietro a Garrett Weber-Gale (21"47), Benjamin Wildman-Tobriner (21"65) e Cullen Jones (21"81), mancando così il pass per Pechino

## Palmarès
- Olimpiadi

Atlanta 1996: oro nella 4x100m sl e nella 4x100m misti, argento nei 50m sl e nei 100m sl.
Sydney 2000: oro nei 50m sl e nella 4x100m misti, argento nella 4x100m sl e bronzo nei 100m sl.
Atene 2004: oro nei 50m sl e bronzo nella 4x100m sl.
- Mondiali

Roma 1994: oro nella 4x100m sl e nella 4x100m misti, argento nei 50m sl e nei 100m sl.
Perth 1998: oro nella 4x100m sl e argento nella 4x100m misti.
- Campionati panpacifici

Atlanta 1995: oro nei 50m sl, nei 100m sl, nella 4x100m sl e nella 4x100m misti.
Sydney 1999: argento nei 50m sl.
- Giochi panamericani

Mar del Plata 1995: oro nella 4x100m sl.
Santo Domingo 2003: bronzo nei 50m sl.
Rio de Janeiro 2007: argento nella 4x100m sl.

## Riconoscimenti
- American Swimmer of the Year: 1996